# 安流桥
安流桥是昆明市的一座古桥，位于城东郊，阿拉街道普照社区高桥村之北，横跨宝象河之上。为单孔圆形石拱桥，长25米，宽6米，高9.6米，桥拱楔形石制成，宽10多米。两侧护栏为青色条石所砌。桥西南角原有石碑二座，刻《重建安流桥记》、《安流桥功德记》。桥四周有密集的植被。
该桥始建于明代，后毁于洪水，现在的石桥系1868年重建，桥址在原桥之南35米。重建后改名安留桥，取“可安固长留”之意。电视剧《蹉跎岁月》曾于此处取景，故又名蹉跎桥。

## 图集

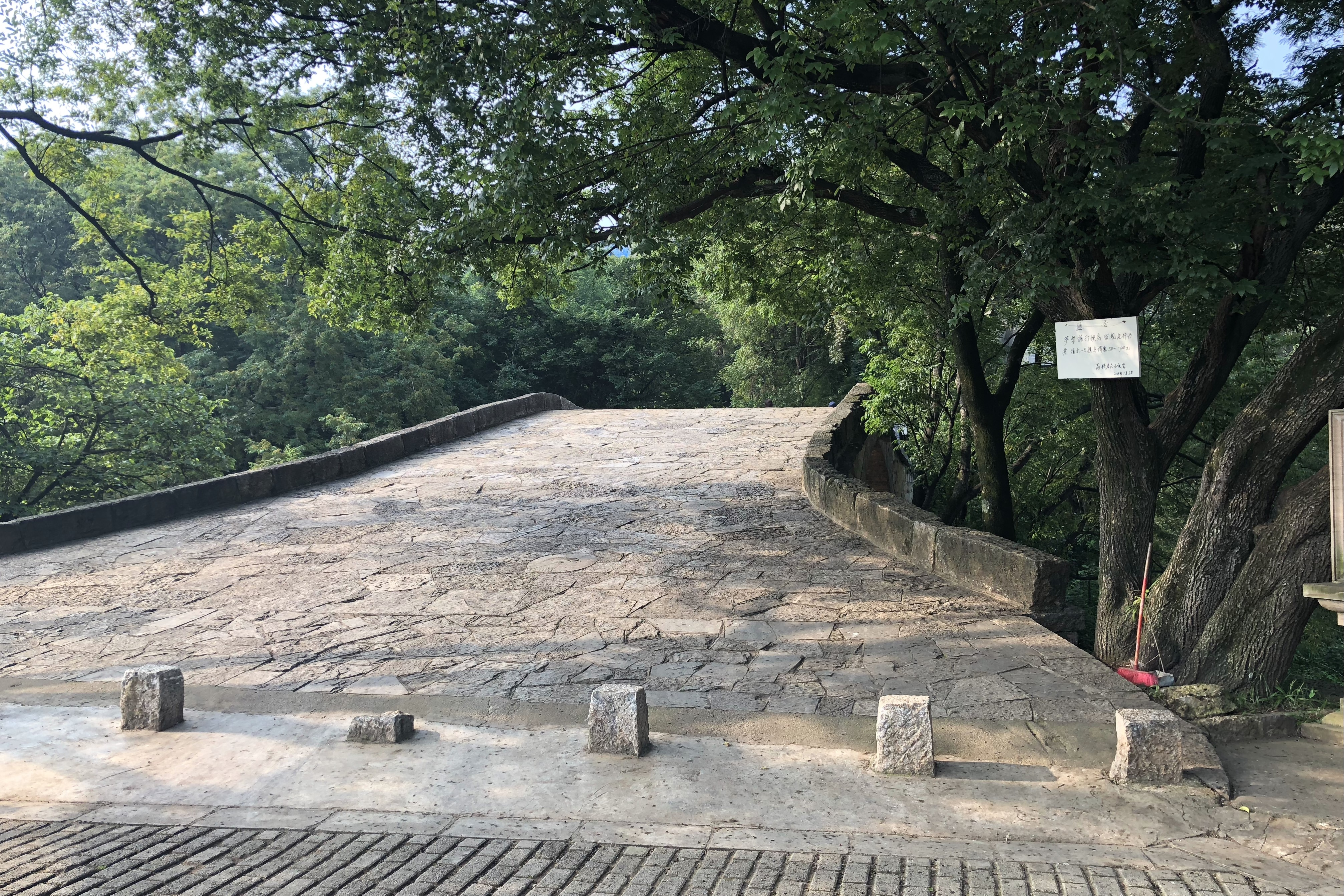
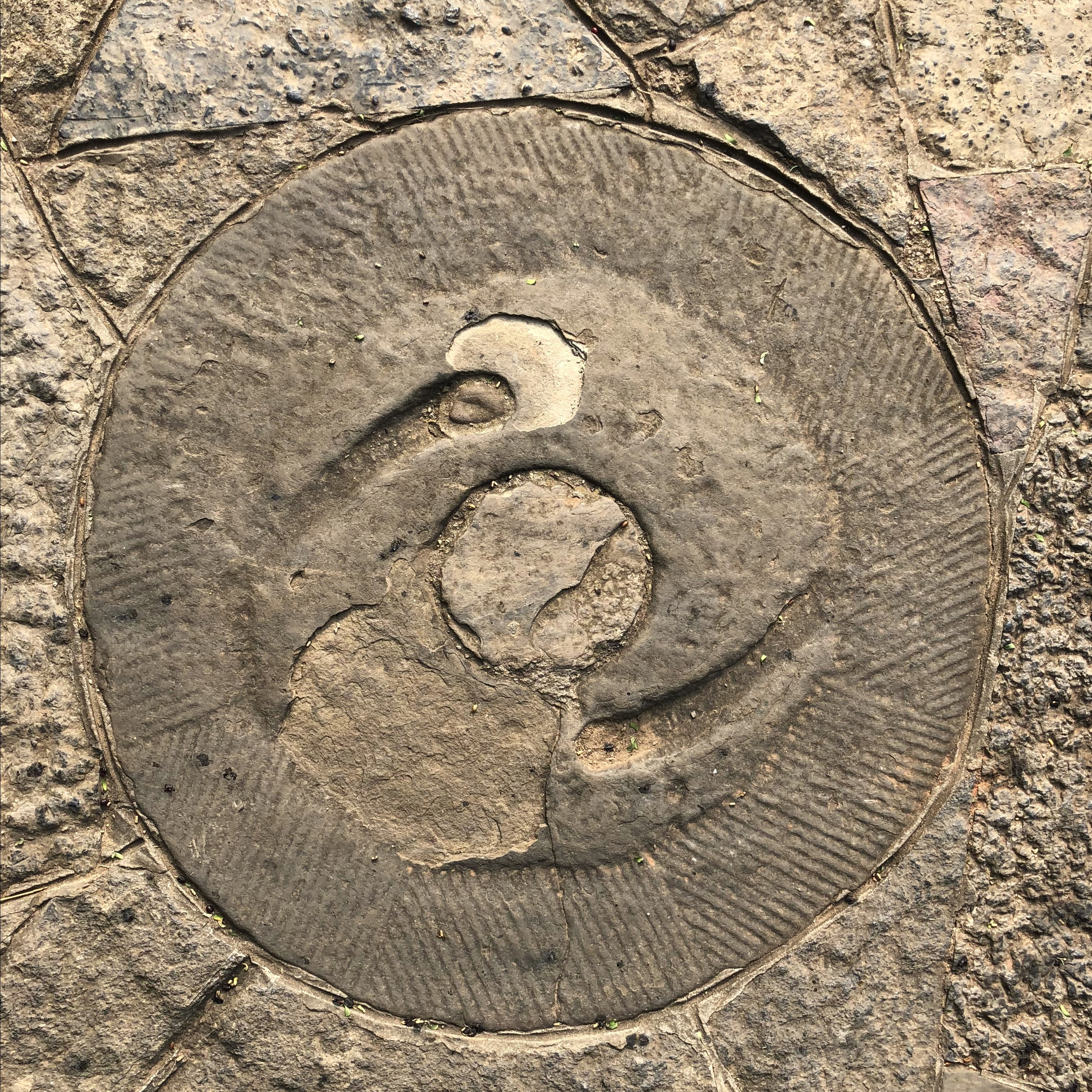
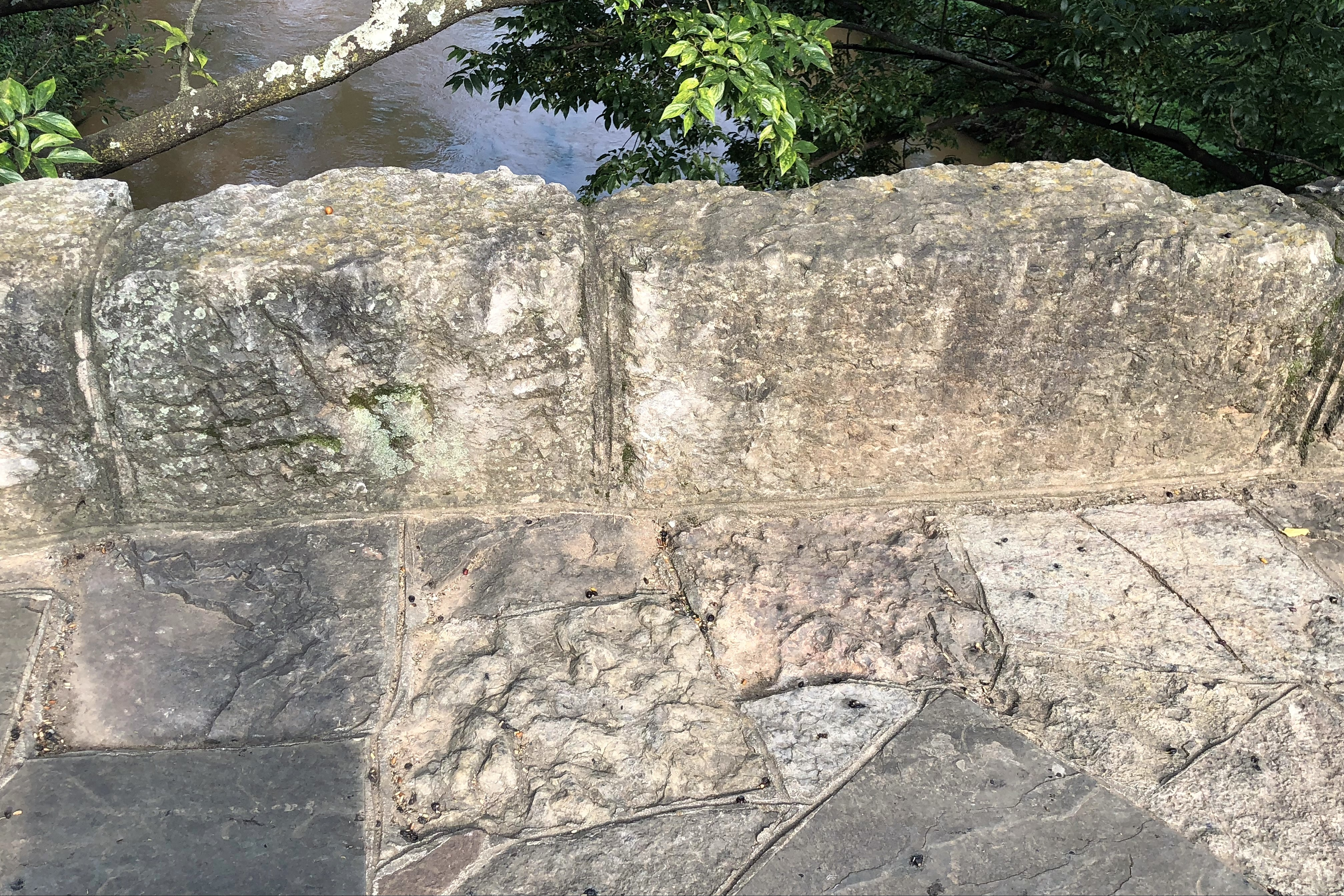
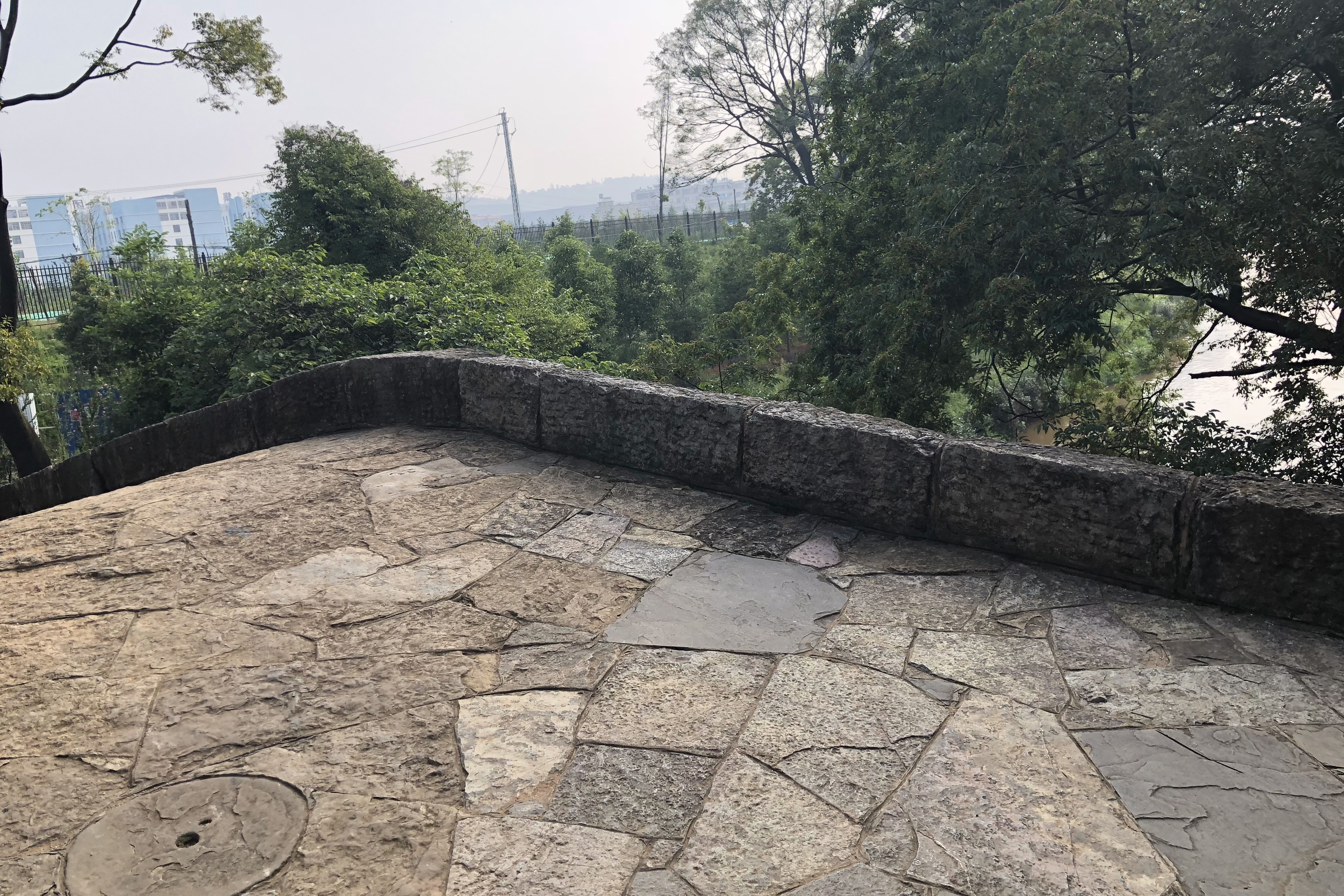
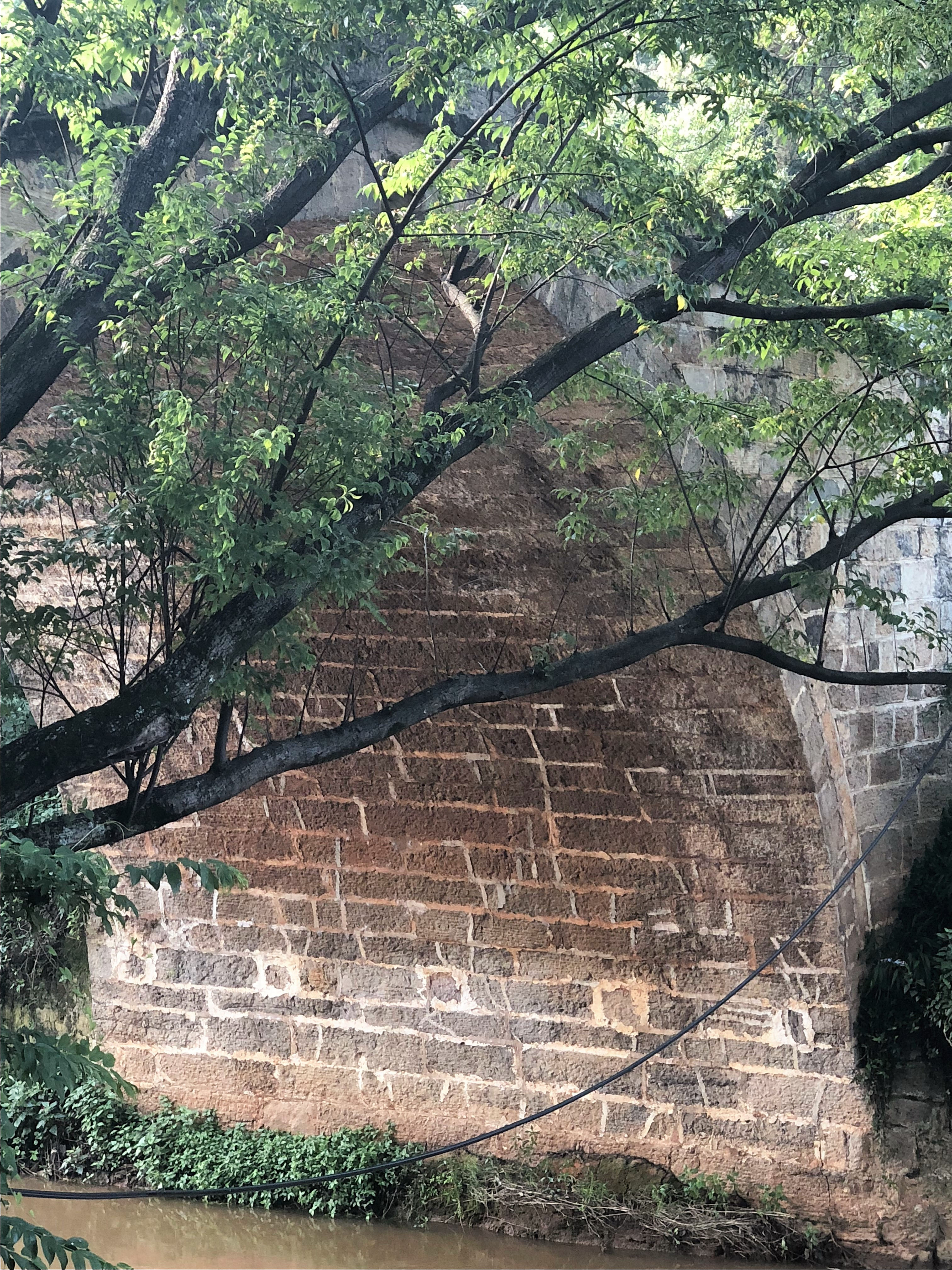
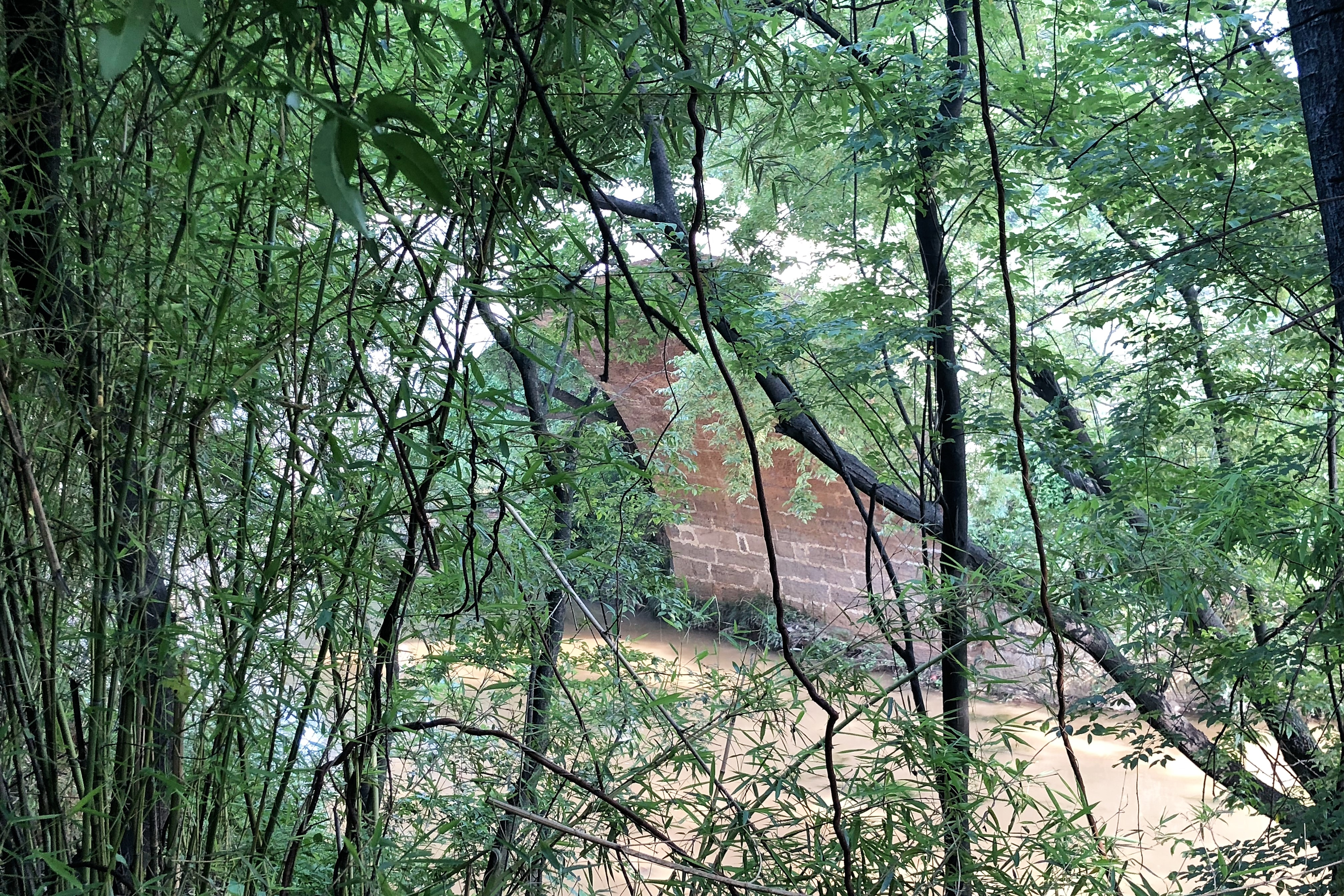